# Banyuresmi (Sukahening)
Banyuresmi is een bestuurslaag in het regentschap Tasikmalaya van de provincie West-Java, Indonesië. Banyuresmi telt 2745 inwoners (volkstelling 2010).